# 程里
程里（1924年—2020年1月27日），女，河南开封人，中华人民共和国政治人物，广东省人大常委会原副主任，中共十三大代表。

## 生平
1939年加入中国共产党。曾任新四军五师政治部民运部科长、中原军区直属政治处主任、中共长春市委组织部副部长、中华人民共和国第一机械工业部干部司副司长。1950年到广东工作，历任广东省劳动局局长，省计划委员会副主任，中共广东省纪律检査委员会常务副书记（1983年3月－1985年8月），省第六、七届人大常委会副主任（1985年9月－1993年）。是中共十三大代表（1987年）。离休后享受省长级医疗待遇。2020年1月27日9时55分在广州逝世，享年96岁。